# サミュエル・ラングレー

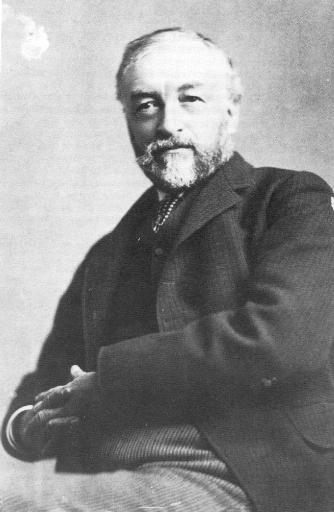
サミュエル・P・ラングレー

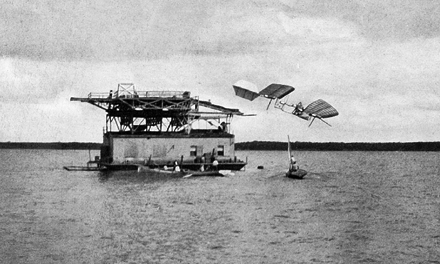
カタパルトから打ち出されたエアロドローム

サミュエル・ラングレー（Samuel Langley、1834年8月22日 - 1906年2月27日）は、アメリカの天文学者、発明家で航空の先駆者の一人。スミソニアン博物館の3代目の事務局長でスミソニアン天体物理観測所の設立者であった。1903年に2回の飛行試験を試みたが成功しなかった。ボロメータの発明者でもある。

## 生涯
ボストン・ラテン・スクールを卒業後、ハーバード大学天文台で助手を務め、海軍兵学校で数学の教鞭を取った。1867年、アレゲニィ天文台の所長に就任して、西ペンシルベニア大学(現ピッツバーグ大学)の天文学教授に就任した。
1890年に出版されたピッツバーグのアレゲニィ天文台でのフランク・ワシントン・ヴェリーとの赤外線の共同観測における著作はスヴァンテ・アレニウスによって初の温室効果の計算に使用された。
1886年、太陽物理における業績を称えてヘンリー・ドレイパー・メダルを全米科学アカデミーより授与される。同じく1886年にランフォード・メダルを受賞している。1989年ジュール・ジャンサン賞受賞。

## 業績
ラングレーの飛行機の実験はゴム動力の模型とグライダーから始められた。回転装置を作って翼の研究を行った。軍から5万ドルの予算を得て有人飛行機の製作を試みた。1896年に試作した無人の動力付の模型は2 km以上を飛行した。
有人飛行実験は、危険を小さくするためにポトマック川の水上で行なうことにした。エアロドロームと名付けられた飛行機の1903年10月7日と12月8日の実験はカタパルトから射出する方法で行われたが、2回とも成功しなかった。技術的にはライト兄弟のもの（12馬力）より、重量あたりの出力の大きいエンジン（52馬力）を搭載していた。このエンジンはシリンダーを放射状に5本配置したもので、航空機用星型エンジンのはじまりとなった。2枚の主翼を前後に配置したタンデム翼の機体でピッチとヨーの制御はできたがロールの制御はできなかった。2回目の飛行ではカタパルトから打ち出された機体は反転して川に墜落した。ラングレーの失敗の原因は、ライト兄弟以前の他の飛行家たちと同様に実物大の試験飛行無しでいきなり飛行実験を行ってしまったことにあった。
ライト兄弟がライトフライヤー号で初飛行に成功したのはそれから間もない1903年12月17日のことであった。しかし、直前のラングレーのこの失敗のため、兄弟の初飛行のニュースは報道機関から疑問視されてほぼ黙殺されてしまった。
1914年にライト兄弟と飛行機の特許で争っていたグレン・カーチスによってラングレーの飛行機が復元され、飛行したが裁判所はライト兄弟の特許を認めた。なお、この復元機は大幅な改良がなされていたことが後に発覚している。
ちなみにライト兄弟は飛行機の研究を進めていたときに、何度かラングレーに手紙を書いて教えを請うてもいる。特に、飛行機の設計に用いられていたスミートン係数が従来の値の半分しかないことをラングレーが発見したことが、ライト兄弟の成功につながった。